# کلی اس کینگ
کلی اس. کینگ، (به انگلیسی: Kelly S. King) (زاده ۱۲ سپتامبر ۱۹۴۸) کارآفرین، بانکدار و مدیر ارشد اجرایی آمریکایی است، که در حال حاضر به‌عنوان مدیر عامل اجرایی و رییس هیئت مدیره بانک بی‌بی اند تی فعالیت می‌کند. وی یکی از اعضای هیئت مدیره بانک فدرال رزرو ریچموند نیز می‌باشد.